# هاينرش فون هيرفورد
هاينرش فون هيرفورد (بالألمانية: Heinrich von Herford)‏ هو مؤرخ وكاتب ألماني، ولد في 1326 في هرفورد في ألمانيا، وتوفي في 1370 في مندن في ألمانيا.